# Sciaphylax
Sciaphylax – nowo zdefiniowany rodzaj ptaków z rodziny chronkowatych (Thamnophilidae). 

## Występowanie
Rodzaj obejmuje gatunki występujące w Ameryce Południowej.

## Morfologia
Długość ciała 11–12 cm, masa ciała 14,5–17 g.

## Systematyka

### Nazewnictwo
Nazwa rodzajowa jest połączeniem słów z języka greckiego: σκια skia, σκιας skias – „cień” oraz φυλαξ phulax, φυλακος phulakos – „obserwator, wartownik”.

### Podział systematyczny
Takson wyodrębniony z Myrmeciza. Gatunkiem typowym jest Myrmeciza hemimelaena (= Sciaphylax hemimelaena). Do rodzaju należą następujące gatunki:
- Sciaphylax hemimelaena (P.L. Sclater, 1857) – rudogonka amazońska
- Sciaphylax castanea (J.T. Zimmer, 1932) – rudogonka andyjska